# Kwangmyong
Kwangmyong (Hangul: 광명; Hancha: 光明;) is een Noord-Koreaans nationaal computernetwerk sinds 2000. Het kan benaderd worden via webbrowsers, e-maildiensten, nieuwsgroepen en zoekmachines.
In Noord-Korea kan slechts een zeer selecte groep door de overheid geautoriseerde personen het internet op. Kwangmyong is het enige computernetwerk dat beschikbaar is voor alle overige Noord-Koreanen. Dit netwerk is volledig gratis.

## Reikwijdte
Kwangmyong is alleen bestemd voor nationaal gebruik en is niet verbonden met internet. Hiermee reguleert de overheid dat lokale gebruikers in contact komen met informatie uit het buitenland. Lokale gebruikers kunnen via dit netwerk geen gegevens naar buiten brengen. Het functioneert dan ook als een vorm van censuur. Gevoelige onderwerpen en informatie zullen dan ook zelden op Kwangmyong verschijnen vanwege het ontbreken van een connectie met de buitenwereld. Toch belanden behoorlijke hoeveelheden materiaal vanaf internet op Kwangmyong, weliswaar na controle door de daartoe aangestelde overheidsorganen.

## Beschikbaarheid
Kwangmyong is toegankelijk vanuit de grotere Noord-Koreaanse steden en provincies, alsmede universiteiten en grote industriële en handelsorganisaties.

## Inhoud
- informatie: politiek, economisch, wetenschappelijk, cultureel e.d.
- binnenlandse nieuwsdienst (Korean Central News Agency)
- een e-maildienst
- universiteiten kunnen web-based wetenschappelijke informatie uitwisselen
- provinciale overheden, culturele instellingen, universiteiten en de belangrijkere industriële en handelsorganisaties hebben een website op Kwangmyong
- gecensureerde websites vanaf internet (meestal wetenschappelijk-georiënteerd). Op verzoek kan een hele website gedownload worden en gepubliceerd op Kwangmyong, dit na eventuele herschrijving
- chatdienst

## Netwerktoegang
Kwangmyong is 24 uur per dag beschikbaar via inbellen.

## Talen
Het netwerk maakt gebruik van Koreaans als hoofdtaal en wordt volgens officiële informatie door meer dan 2.000 taalexperts continu vertaald in het Russisch, Chinees, Engels, Frans, Duits en Japans.